# Cathy Guisewite
Cathy Lee Guisewite, född 5 september 1950, i Dayton, Ohio, är en amerikansk tecknare som skapade serien Cathy (1976-2010). Serien fokuserade på en karriärkvinna och prövningar i arbete och privatliv, via ätande, arbete, relationer och att ha en mamma. I en seriestripp kallar seriefiguren Cathy dessa saker "de fyra grundläggande skuldgrupperna".

## Biografi

### Uppväxt
Guisewite föddes i Dayton och växte upp i Midland, Michigan. Hon är dotter till  William L. och Anne Guisewite och har två systrar; Mary Anne och Mickey. Hon studerade vid Midland High school och fortsatte sedan till University of Michigan där hon tog kandidatexamen (bachelor's degree) i engelska 1972.

### Karriär
Efter examen började Guisewite arbeta inom reklambranschen, likt sin far. Hon gjorde även teckningar, baserade på händelser i och utanför arbetet, som hon skickade till föräldrarna. Modern uppmanade henne att skicka teckningarna till en förläggare, vilket hon till slut gjorde. "Mitt mål var inte att göra en serie. Det var att få mamma sluta säga att jag kunde göra en serie." Till Guisewites överraskning, var dock förlaget intresserat och skickade ett kontrakt.
Guisewite var till att börja med tveksam till att serien och huvudpersonen fick namnet Cathy, men hon fick ge med sig. Cathy gick i 66 tidningar första året, och Guisewite arbetade en period både med reklam och tecknandet. 1980 gick serien i 150 dagstidningar, och Guisewite sade upp sig för att satsa helt på serieskapandet. Hon arbetade med detta fram till 2010, då hon drog sig tillbaka.
Som mest - i mitten av 1990-talet - gick Cathy i omkring 1 400 tidningar. Cathy har även utkommit i bokform, på tv samt som licensierade produkter som gratulationskort, kläder med mera.

## Priser och utmärkelser
- 1986: Hedersdoktor vid Russell Sage College[5]
- 1987: Emmy Award för "Outstanding Animated Program"[1]
- 1993: Reuben Award för "Outstanding Cartoonist of the Year for her work of 1992"  från National Cartoonists Society[6]